# Giacomo Medici
«Джакомо Медічі» (італ. Giacomo Medici) — ескадрений міноносець типу «Джузеппе Ла Маса» ВМС Італії першої половини XX століття.

## Історія створення
«Джакомо Медічі» був закладений 2 жовтня 1916 року на верфі «Cantiere navale di Sestri Ponente» в Генуї. Спущений на воду 6 вересня 1918, вступив у стрій 13 вересня того ж року.
Свою назву отримав на честь італійського генерала та політика, учасника боротьби за незалежність Італії Джакомо Медічі.

## Історія служби

### Міжвоєнний період
«Джакомо Медічі» не встиг взяти участь у Першій світовій війні. У 1929 році він разом з «Нікола Фабріці», «Джузеппе Ла Фаріна», «Анджело Бассіні» увійшов до складу V ескадри есмінців, яка разом з VI ескадрою (5 кораблів) та крейсером-скаутом «Карло Мірабелло» складала 3 флотилію II Дивізії есмінців у складі 2-ї ескадри італійського флоту, і базувалась в Таранто.
У 1929 році корабель був перекласифікований у міноносець.

### Друга світова війна
Зі вступом Італії у Другу світову війну «Джакомо Медічі» був включений до складу VII ескадри есмінців (куди також входили «Нікола Фабріці», «Енріко Козенц» і «Анджело Бассіні»), яка базувалась в Бріндізі. Під час війни ескадра діяла переважно у Верхній Адріатиці і Тірренському морі.
Наприкінці жовтня «Джакомо Медічі» у складі спеціальної ескадри (італ. «Forze Speciali») брав участь у прикритті атаки на Корфу І потім у висадці десанту у Вльорі, після чого повернувся до супроводу конвоїв та протичовнового патрулювання.
Наприкінці 1940 року корабель був модернізований. На ньому були демонтовані 102-мм і 76-мм гармати, натомість було встановлено вісім 20-мм зенітних гармат. Два 450-мм торпедні апарати були замінені на три 533-мм.
Після модернізації есмінець продовжував супроводжувати конвої в Албанію та Грецію.
16 квітня 1943 року авіація США здійснила бомбардування порту Катанія, де в той час перебував і «Джакомо Медічі». О 14:30 в корабель влучило декілька бомб, він зазнав серйозних пошкоджень і затонув.
У 1952 році рештки корабля були підняті і здані на злам.